# Luis Velozo Papez
Luis Francisco Velozo Papez (29 de febrero de 1960) es médico cirujano y dirigente gremial del Colegio Médico de Chile desde el año 1987. Actual secretario general del Colegio Médico y tesorero de la fundación de asistencia legal del Colegio Médico de Chile (FALMED), ambos cargos desde junio del 2014.

## Biografía
Estudió medicina en la Facultad de Medicina Occidente de la Universidad de Chile, titulándose el 3 de enero de 1987. Es padre de tres hijos, Ignacio, Javiera y Laura Antonia, con su  pareja la Dra. Laura Segovia, patóloga , desde 1994. Desde pequeño sus padres le llamaban "papelucho" y a la fecha sus amigos y conocidos le conocen por "pape" o "lucho", una feliz coincidencia con su apellido materno Papez, de origen checo, de su abuelo Francisco quien fuera un pionero tipógrafo de la casa de Moneda de Chile y quién siempre lo apoyó para que estudiara medicina, desde su época de estudiante en el Instituto Nacional.

## Vida profesional
Al recibirse de médico, trabajó 5 años en la Atención Primaria de Salud (APS), en la comuna de La Florida en Santiago, donde participó en el desarrollo de un proyecto de investigación sobre uso de un cereal fortificado con hierro para la prevención de la anemia del lactante, junto a destacados investigadores del INTA de la Universidad  de Chile. Además durante esos años trabajó en el Servicio de Urgencia Infantil del Hospital Sótero del Río. En 1992 se adjudicó la beca en anatomía patológica en la Pontificia Universidad Católica de Chile, con financiamiento del Ministerio de Salud, titulándose con distinción máxima. En junio de 1995 ingresa como anátomo patólogo al Hospital de niños Dr. Roberto del Río de Santiago donde ejerce hasta la fecha, actualmente como jefe de servicio.

## Vida Gremial
Desde el inicio de su vida profesional se incorporó al trabajo gremial del Colegio Médico, organizando el Capítulo Médico del área Sur Oriente de la región metropolitana en 1987, donde fue un tenaz opositor de la municipalización, impuesta por el gobierno militar de la época.
Posteriormente en el hospital Roberto del Río formó parte de las directivas capitulares en distintos periodos, participando en la elaboración de la ley médica 19.664 entre sus logros más importantes.
El año 2008 es elegido consejero general por el Regional Santiago, donde inició una ardua discusión en el seno del Departamento de Trabajo Médico, sobre el mejoramiento de las remuneraciones médicas diurnas y sobre el otorgamiento de asignaciones que la ley contempla pero no se otorgaban. Impulsó el trabajo médico solidario con ocasión del terremoto del 2010 llevado ayuda a los colegas de la región del  Maule, iniciando una unidad operativa del Colegio.
El año 2014 es elegido Secretario General, junto a la directiva encabezada por el Dr. Enrique Paris y es designado tesorero de la Fundación de Asistencia Legal FALMED, dirigida por el Dr. Sergio  Rojas. En este período le ha correspondido representar al Colegio Médico ante las organizaciones médicas internacionales, especialmente en la Confederación médica latino iberoamericana, CONFEMEL, en la cual Chile fue anfitrión en noviembre de 2015. También en la Asociación Médica Mundial hizo una destacada participación.